# Kim Källström
Kim Mikael Källström (en sueco: kɪm 'ɕɛlstrœm; Sandviken, Suecia, 24 de agosto de 1982) es un exfutbolista sueco que jugaba como centrocampista y fue profesional entre 1999 y 2017. Su último equipo fue el Djurgårdens IF Fotboll.

## Biografía
El primer equipo profesional en el que Källström jugó fue el BK Häcken de Goteborg. Pero el punto de inflexión de su carrera se dio cuando fue fichado por el Djurgårdens IF en 2002, donde ganó la Allsvenskan en su primer año y en 2003. En 2004 fue traspasado nuevamente al Rennes de Francia, donde jugó junto a su compañero en la selección sueca Andreas Isaksson.
El 26 de mayo de 2006 firmó con el siete veces campeón francés Olympique de Lyon.

## Selección nacional
Källström hizo su debut como internacional con la selección de Suecia contra Finlandia en 2001. Jugó para su país durante la Eurocopa 2004 y la Copa Mundial de Fútbol de 2006. En este último torneo, más allá de haber comenzado como suplente, ingresó reemplazando a Anders Svensson en los encuentros contra Paraguay, Inglaterra y Alemania. Mostró su potente disparo repetidas veces y se destacó por su rendimiento tanto ofensivo como defensivo, llevando a Suecia a la segunda fase.

### Eurocopa 2008
Anotó, mediante un potentísimo disparo de derecha desde fuera del área el único gol de Suecia en la victoria por 1:0 sobre Letonia el 2 de septiembre de 2006, en lo que fue el primer partido de los nórdicos en la clasificación para la Eurocopa 2008. El 11 de octubre anotó desde 45 yardas a los islandeses. El gol fue decisivo, y Suecia finalmente derrotaría a Islandia por 2:1. Luego redondearía la clasificación con un 4:0 que lo dejó en la cima de su grupo, con el puntaje de 12 puntos.

### Participaciones en Copas del Mundo
| Mundial                        | Sede     | Resultado        |
| ------------------------------ | -------- | ---------------- |
| Copa Mundial de Fútbol de 2006 | Alemania | Octavos de final |

### Participaciones en Eurocopas
| Copa          | Sede              | Resultado        |
| ------------- | ----------------- | ---------------- |
| Eurocopa 2004 | Portugal          | Cuartos de final |
| Eurocopa 2008 | Austria · Suiza   | Primera fase     |
| Eurocopa 2012 | Polonia · Ucrania | Primera fase     |
| Eurocopa 2016 | Francia           | Primera fase     |

## Clubes
| Club                   | País       | Año       |
| ---------------------- | ---------- | --------- |
| BK Häcken              | Suecia     | 1999-2001 |
| Djurgårdens IF         | Suecia     | 2002-2003 |
| Stade Rennes F. C.     | Francia    | 2003-2006 |
| Olympique de Lyon      | Francia    | 2006-2012 |
| F. C. Spartak de Moscú | Rusia      | 2012-2015 |
| Arsenal F. C. (cedido) | Inglaterra | 2014      |
| Grasshoppers           | Suiza      | 2015-2017 |
| Djurgardens IF         | Suecia     | 2017      |

## Palmarés

### Títulos nacionales
| Título               | Club              | País       | Año  |
| -------------------- | ----------------- | ---------- | ---- |
| Allsvenskan          | Djurgårdens IF    | Suecia     | 2002 |
| Copa de Suecia       | Djurgårdens IF    | Suecia     | 2002 |
| Allsvenskan          | Djurgårdens IF    | Suecia     | 2003 |
| Supercopa de Francia | Olympique de Lyon | Francia    | 2006 |
| Ligue 1              | Olympique de Lyon | Francia    | 2007 |
| Supercopa de Francia | Olympique de Lyon | Francia    | 2007 |
| Ligue 1              | Olympique de Lyon | Francia    | 2008 |
| FA Cup               | Arsenal F. C.     | Inglaterra | 2014 |